# Partyzanśke (obwód mikołajowski)
Partyzanśke (ukr. Партизанське) – wieś na Ukrainie, w obwodzie mikołajowskim, w rejonie mikołajowskim. W 2001 liczyła 636 mieszkańców.